# Sibu beiyao
Sibu beiyao (chinesisch 四部備要 / 四部备要, Pinyin Sìbù bèiyào), Abkürzung: SBBY, ist ein 1920–1936 in Shanghai im Verlag Zhonghua shuju erschien chinesisches Sammelwerk (congshu), das als Konkurrenzunternehmen zum  Sibu congkan, dem congshu der Commercial Press (Shangwu yinshuguan), gilt. Die Ausgabe verwendet einen „Song-style font“ (Schriftstil der Zeit der Song-Dynastie). Insgesamt umfasst sie 336 zhong (种).
Die Werke werden darin nach den sibu (sìbù 四部) – d. h. den Vier traditionellen Unterteilungen einer chinesischen Bibliothek, klassifiziert.
Ein Taiwan-Reprint bei Taiwan Zhonghua shuju erschien in den Jahren 1965–66, dazu ein Katalog mit einer kurzen Inhaltsangabe.
Die Herausgeber legten weniger Wert auf seltene und alte Texte und trafen ihre Auswahl danach, was sie als beste Ausgabe betrachteten.